# Nati nel 1936/Maggio
| Questa pagina contiene informazioni ricavate automaticamente dalle voci biografiche con l'ausilio del template Bio e di un bot. L'aggiornamento è periodico e automatico e ricostruisce completamente la pagina. Se manca una persona in questa lista, sei pregato di non aggiungerla, ma accertati piuttosto che la sua voce biografica contenga il template Bio e che i dati anagrafici siano correttamente compilati. Se il template Bio manca, inseriscilo tu stesso o, in alternativa, metti l'avviso {{tmp\|Bio}} che ne segnala la mancanza. Se i dati riportati sono sbagliati, correggi direttamente la voce biografica; le modifiche saranno visibili in questa lista entro pochi giorni. Per chiarimenti vedi il progetto biografie. La lista contiene solo le 175 persone che sono citate nell'enciclopedia e per le quali è stato implementato correttamente il template Bio. Pagina aggiornata al 18 ago 2025. |

- 1º maggio - Étienne Becker, direttore della fotografia francese († 1995)
- 1º maggio - Giuseppe Coco, disegnatore italiano († 2012)
- 2 maggio - Norma Aleandro, attrice argentina
- 2 maggio - Silvio Anselmo, attore e doppiatore italiano
- 2 maggio - Engelbert Humperdinck, cantante, pianista e sassofonista britannico
- 2 maggio - Im Kwon-taek, regista sudcoreano
- 2 maggio - Don Marshall, attore, doppiatore e regista statunitense († 2016)
- 2 maggio - Tamás Mendelényi, schermidore ungherese († 1999)
- 2 maggio - Michael Rabin, violinista statunitense († 1972)
- 3 maggio - Ezio Enrietti, politico italiano († 2020)
- 3 maggio - Charles-Ferdinand Nothomb, politico belga († 2023)
- 3 maggio - Egon Rasmussen, calciatore danese († 2003)
- 3 maggio - José Torres, pugile e scrittore portoricano († 2009)
- 4 maggio - Germano Caraffini, lottatore italiano († 2011)
- 4 maggio - El Cordobés, torero spagnolo
- 4 maggio - Finn Dag Jagge, tennista norvegese († 1999)
- 4 maggio - Ekkehard Miersch, ex nuotatore tedesco
- 4 maggio - Georg Mönch, violinista cecoslovacco († 2021)
- 4 maggio - Mirella Parutto, soprano e mezzosoprano italiano († 2025)
- 4 maggio - Lothar Stäber, ex pistard tedesco
- 5 maggio - Sandy Baron, attore statunitense († 2001)
- 5 maggio - Gaetano Brundu, pittore italiano († 2015)
- 5 maggio - Agostino Cordova, magistrato italiano († 2024)
- 5 maggio - Eugenio Riccomini, storico dell'arte, funzionario e politico italiano († 2023)
- 5 maggio - Mario Tiddia, calciatore e allenatore di calcio italiano († 2009)
- 5 maggio - Lucio Valle, politico e avvocato italiano († 2022)
- 6 maggio - Carlo Bernini, politico italiano († 2011)
- 6 maggio - Hermann Bley, calciatore tedesco orientale († 2011)
- 6 maggio - Giuseppe Fabris, calciatore italiano († 2013)
- 6 maggio - George Herd, calciatore e allenatore di calcio scozzese († 2024)
- 6 maggio - Torbjörn Jonsson, calciatore svedese († 2018)
- 6 maggio - Jean Le Gac, pittore e fotografo francese
- 7 maggio - Cornelius Cardew, compositore britannico († 1981)
- 7 maggio - Vilma Egresi, canoista ungherese († 1979)
- 7 maggio - Mario Gios, ex pattinatore di velocità su ghiaccio italiano
- 7 maggio - Volodymyr Lukashev, direttore teatrale, produttore teatrale e docente ucraino
- 7 maggio - Jimmy Ruffin, cantante statunitense († 2014)
- 7 maggio - Klauspeter Seibel, direttore d'orchestra tedesco († 2011)
- 8 maggio - Adriano Goio, politico italiano († 2016)
- 8 maggio - Kazuo Koike, fumettista, scrittore e sceneggiatore giapponese († 2019)
- 8 maggio - Wolfgang Lüderitz, ex pentatleta tedesco
- 8 maggio - Ruia Morrison, ex tennista neozelandese
- 8 maggio - George Mulhall, allenatore di calcio e calciatore scozzese († 2018)
- 8 maggio - Héctor Núñez, allenatore di calcio e calciatore uruguaiano († 2011)
- 9 maggio - Andrea Borruso, politico italiano († 2018)
- 9 maggio - Adolfo Cartisano, fotografo italiano († 1993)
- 9 maggio - Terry Downes, pugile britannico († 2017)
- 9 maggio - Albert Finney, attore inglese († 2019)
- 9 maggio - Antonio Imbasciati, psicoanalista e psicoterapeuta italiano
- 9 maggio - Glenda Jackson, attrice e politica britannica († 2023)
- 9 maggio - Aleksandr Kirillov, matematico russo
- 9 maggio - Giovanni Scavo, mezzofondista italiano († 1959)
- 9 maggio - Ernest Shonekan, politico nigeriano († 2022)
- 10 maggio - Antonio Ambu, ex maratoneta e mezzofondista italiano
- 10 maggio - Anthea Bell, traduttrice inglese († 2018)
- 10 maggio - Romano Bertola, compositore, paroliere e scrittore italiano († 2017)
- 11 maggio - Carla Bley, compositrice, pianista e organista statunitense († 2023)
- 11 maggio - Abbes Harchi, ex schermidore marocchino
- 11 maggio - Hristo Iliev, calciatore bulgaro († 1974)
- 11 maggio - Olga Xirinacs Díaz, scrittrice e pianista spagnola
- 12 maggio - Manuel Alegre, poeta, scrittore e politico portoghese
- 12 maggio - Graziano Battistini, ciclista su strada italiano († 1994)
- 12 maggio - Margaret Calvert, designer britannica
- 12 maggio - Marcello Casco, scrittore, attore e regista italiano († 1999)
- 12 maggio - Klaus Doldinger, sassofonista e compositore tedesco
- 12 maggio - Guillermo Endara, politico panamense († 2009)
- 12 maggio - Ivan Stepanovič Marčuk, pittore ucraino
- 12 maggio - Arturo Carlo Quintavalle, storico dell'arte italiano
- 12 maggio - Frank Stella, pittore e scultore statunitense († 2024)
- 13 maggio - Álvar González-Palacios, storico dell'arte cubano
- 13 maggio - Jemal Karchkhadze, scrittore georgiano († 1998)
- 13 maggio - Jiří Soják, botanico cecoslovacco († 2012)
- 14 maggio - Franca Bettoja, attrice italiana († 2024)
- 14 maggio - Adriano Ciaffi, politico italiano
- 14 maggio - Bobby Darin, cantante e attore statunitense († 1973)
- 14 maggio - Bruno Frison, hockeista su ghiaccio italiano († 2024)
- 14 maggio - Vittorio Mincato, dirigente d'azienda italiano
- 14 maggio - Bruno Murari, inventore italiano
- 14 maggio - Richard John Neuhaus, presbitero, scrittore e teologo canadese († 2009)
- 14 maggio - Paolo Ormi, direttore d'orchestra, arrangiatore e pianista italiano († 2013)
- 15 maggio - Anna Maria Alberghetti, soprano e attrice italiana
- 15 maggio - Mart Laga, cestista sovietico († 1977)
- 15 maggio - Ralph Steadman, illustratore, fumettista e animatore britannico
- 15 maggio - Horst Urban, slittinista cecoslovacco († 2010)
- 15 maggio - Paul Zindel, drammaturgo, scrittore e sceneggiatore statunitense († 2003)
- 16 maggio - Adriano Caprioli, vescovo cattolico italiano
- 16 maggio - Roy Hudd, attore e comico britannico († 2020)
- 16 maggio - Andrej Kvašňák, calciatore cecoslovacco († 2007)
- 16 maggio - Karl Lehmann, cardinale e vescovo cattolico tedesco († 2018)
- 16 maggio - Cicerone Manolache, allenatore di calcio e calciatore rumeno († 2024)
- 16 maggio - Paolo Marocchi, allenatore di calcio e calciatore italiano († 1998)
- 16 maggio - Dag Prawitz, matematico e filosofo svedese
- 16 maggio - Franco Quadri, saggista, traduttore e giornalista italiano († 2011)
- 17 maggio - Philippe Boesmans, compositore belga († 2022)
- 17 maggio - Guy Camberabero, rugbista a 15 francese († 2023)
- 17 maggio - Lars Gustafsson, scrittore svedese († 2016)
- 17 maggio - Dennis Hopper, attore e regista statunitense († 2010)
- 18 maggio - Moses Olaiya Adejumo, attore teatrale nigeriano († 2018)
- 18 maggio - Rita Cadillac, danzatrice e attrice francese († 1995)
- 18 maggio - Ralph Metzner, psicologo e scrittore statunitense († 2019)
- 18 maggio - Moacyr Claudino Pinto, ex calciatore brasiliano
- 18 maggio - Angelo Ottani, allenatore di calcio e ex calciatore italiano
- 18 maggio - Ante Peterlić, sceneggiatore e regista jugoslavo († 2007)
- 18 maggio - Joe Roberts, cestista e allenatore di pallacanestro statunitense († 2022)
- 18 maggio - Gina Rovere, attrice italiana
- 19 maggio - Ludivina Guzmán, ex cestista messicana
- 19 maggio - Leopolda Predaroli, ex schermitrice italiana
- 19 maggio - Sissy Schwarz, ex pattinatrice artistica su ghiaccio austriaca
- 19 maggio - Francesco Veròla, fumettista e pittore italiano
- 20 maggio - Jean Durry, storico e scrittore francese
- 20 maggio - Luís Gonzaga Bergonzini, vescovo cattolico brasiliano († 2012)
- 20 maggio - Oleg Karavaev, lottatore sovietico († 1978)
- 20 maggio - Silvio Laurenzi, costumista e attore italiano († 2021)
- 20 maggio - Anthony Zerbe, attore statunitense
- 21 maggio - Joe Alves, scenografo e regista statunitense
- 21 maggio - Günter Blobel, biologo tedesco († 2018)
- 21 maggio - Gene Keady, allenatore di pallacanestro statunitense
- 21 maggio - Rolando Picchioni, politico italiano († 2023)
- 22 maggio - Jesús Gruber, schermidore venezuelano († 2021)
- 22 maggio - George Heilmeier, ingegnere elettrotecnico statunitense († 2014)
- 22 maggio - Antonio Márquez Ramírez, arbitro di calcio messicano († 2013)
- 22 maggio - Toshiaki Tsushima, musicista giapponese († 2013)
- 22 maggio - Jill Tweedie, scrittrice e giornalista inglese († 1993)
- 23 maggio - Andreas Fridolin Weis Bentzon, etnomusicologo e antropologo danese († 1971)
- 23 maggio - Ingeborg Hallstein, soprano tedesco
- 23 maggio - Charles Kimbrough, attore e doppiatore statunitense († 2023)
- 23 maggio - Bruno Prosdocimi, pittore, disegnatore e fumettista italiano († 2023)
- 23 maggio - Heriberto Schonwies, allenatore di pallacanestro argentino († 2010)
- 24 maggio - Harold Budd, compositore statunitense († 2020)
- 24 maggio - Canário, ex calciatore brasiliano
- 24 maggio - Samy Molcho, mimo, attore e ballerino israeliano
- 24 maggio - Werner von Moltke, multiplista tedesco († 2019)
- 24 maggio - Gianmario Roveraro, altista e banchiere italiano († 2006)
- 24 maggio - Oscar Wauters, cestista belga († 2021)
- 25 maggio - Arnaldo Bagnasco, sceneggiatore, giornalista e conduttore televisivo italiano († 2012)
- 25 maggio - Hans Croon, allenatore di calcio olandese († 1985)
- 25 maggio - Alphonse Émile Georger, vescovo cattolico francese
- 25 maggio - Tom T. Hall, cantautore e scrittore statunitense († 2021)
- 25 maggio - Jacqueline Risset, poetessa, critica letteraria e traduttrice francese († 2014)
- 25 maggio - Pippo Santonastaso, attore e cabarettista italiano
- 25 maggio - Ely Tacchella, calciatore svizzero († 2017)
- 26 maggio - Natal'ja Evgen'evna Gorbanevskaja, poetessa, traduttrice e attivista russa († 2013)
- 26 maggio - Richard Harrison, attore statunitense
- 26 maggio - Pier Giorgio Licheri, politico italiano
- 26 maggio - Franz Magnis-Suseno, gesuita tedesco
- 26 maggio - Warren Reynolds, ex cestista canadese
- 26 maggio - Hiroshi Saeki, calciatore giapponese († 2010)
- 26 maggio - Klaus Schulz, ex cestista tedesco
- 26 maggio - Beth Whittall, nuotatrice canadese († 2015)
- 27 maggio - Eric Anderson, critico letterario scozzese († 2020)
- 27 maggio - Benito Davanzati, calciatore italiano († 2025)
- 27 maggio - Louis Gossett Jr., attore statunitense († 2024)
- 27 maggio - Rufus Jones, batterista statunitense († 1990)
- 27 maggio - Francesco Mazzola, politico italiano († 2014)
- 27 maggio - John Pelling, schermidore britannico († 2023)
- 28 maggio - Fred Chappell, scrittore, poeta e anglista statunitense († 2024)
- 28 maggio - Bruno Ferrari, politico italiano
- 28 maggio - Gaetano Giani Luporini, compositore italiano († 2022)
- 28 maggio - Elvira Sellerio, editrice italiana († 2010)
- 28 maggio - Betty Shabazz, attivista statunitense († 1997)
- 28 maggio - Michael Soulé, biologo statunitense († 2020)
- 28 maggio - Ivan Giacomo Zoppini, artigiano e filantropo italiano († 2020)
- 29 maggio - Arlene McQuade, attrice statunitense († 2014)
- 29 maggio - Marina Mizzau, scrittrice, saggista e filosofa italiana († 2023)
- 29 maggio - Simon Prescott, attore statunitense
- 30 maggio - Keir Dullea, attore statunitense
- 30 maggio - Stanislav Ivanovyč Hurenko, politico sovietico († 2013)
- 30 maggio - Slava Met'reveli, calciatore e allenatore di calcio sovietico († 1998)
- 30 maggio - Giuseppe Quieti, politico, giornalista e avvocato italiano († 2021)
- 30 maggio - Gábor Török, calciatore ungherese († 2004)
- 31 maggio - Giorgio Bravi, calciatore e allenatore di calcio italiano († 2003)
- 31 maggio - Héctor Demarco, calciatore uruguaiano († 2010)
- 31 maggio - Pier Giovanni Donini, storico italiano († 2003)
- 31 maggio - Ahmadu Jah, musicista, compositore e direttore d'orchestra svedese († 2018)
- 31 maggio - Cesarina Vighy, bibliotecaria, scrittrice e attrice teatrale italiana († 2010)